# Fotbollsallsvenskan 2019
Die Allsvenskan 2019 war die 95. Spielzeit der höchsten schwedischen Fußballliga Allsvenskan. Die Saison begann am 31. März 2019 und endete am 2. November 2019 mit dem 30. Spieltag. Djurgårdens IF gewann mit einem Punkt Vorsprung auf Malmö FF und Hammarby IF zum zwölften Mal in der Vereinsgeschichte den schwedischen Meistertitel.

## Modus
Die 16 Mannschaften spielten im Verlauf der Saison zweimal gegeneinander; einmal zu Hause und einmal auswärts. Somit bestritt jede Mannschaft 30 Spiele.
Die beiden Tabellenletzten stiegen direkt in die Superettan ab, der Drittletzte trat in einer aus Hin- und Rückspiel bestehenden Relegationsrunde gegen den Tabellendritten der zweiten Liga an.

## Teilnehmer und Spielstätten
| Team            | Stadt       | Heimstadion             | Kapazität |
| --------------- | ----------- | ----------------------- | --------- |
| AIK Solna       | Solna       | Friends Arena           | 51.060    |
| Djurgårdens IF  | Stockholm   | Tele2 Arena             | 33.000    |
| Hammarby IF     | Stockholm   | Tele2 Arena             | 33.000    |
| Malmö FF        | Malmö       | Stadion                 | 24.000    |
| IFK Göteborg    | Göteborg    | Gamla Ullevi            | 18.416    |
| IF Elfsborg     | Borås       | Borås Arena             | 16.894    |
| IFK Norrköping  | Norrköping  | Östgötaporten           | 16.700    |
| Helsingborgs IF | Helsingborg | Olympia                 | 16.500    |
| Örebro SK       | Örebro      | Behrn Arena             | 14.500    |
| Kalmar FF       | Kalmar      | Guldfågeln Arena        | 14.000    |
| GIF Sundsvall   | Sundsvall   | Norrporten Arena        | 8.800     |
| Östersunds FK   | Östersund   | Jämtkraft Arena         | 8.466     |
| AFC Eskilstuna  | Eskilstuna  | Tunavallen              | 7.800     |
| BK Häcken       | Göteborg    | Bravida Arena           | 7.000     |
| IK Sirius       | Uppsala     | Studenternas IP         | 6.500     |
| Falkenbergs FF  | Falkenberg  | Falcon Alkoholfri Arena | 5.565     |

## Abschlusstabelle
| Pl. | Verein              | Sp. | S  | U  | N  | Tore    | Diff. | Punkte |
| --- | ------------------- | --- | -- | -- | -- | ------- | ----- | ------ |
| 1.  | Djurgårdens IF      | 30  | 20 | 6  | 4  | 053:190 | +34   | 66     |
| 2.  | Malmö FF            | 30  | 19 | 8  | 3  | 056:160 | +40   | 65     |
| 3.  | Hammarby IF         | 30  | 20 | 5  | 5  | 075:380 | +37   | 65     |
| 4.  | AIK Solna (M)       | 30  | 19 | 5  | 6  | 047:240 | +23   | 62     |
| 5.  | IFK Norrköping      | 30  | 16 | 9  | 5  | 054:260 | +28   | 57     |
| 6.  | BK Häcken (P)       | 30  | 14 | 7  | 9  | 044:290 | +15   | 49     |
| 7.  | IFK Göteborg        | 30  | 13 | 9  | 8  | 046:310 | +15   | 48     |
| 8.  | IF Elfsborg         | 30  | 11 | 10 | 9  | 044:450 | −1    | 43     |
| 9.  | Örebro SK           | 30  | 9  | 6  | 15 | 040:560 | −16   | 33     |
| 10. | Helsingborgs IF (N) | 30  | 8  | 6  | 16 | 029:490 | −20   | 30     |
| 11. | IK Sirius           | 30  | 8  | 5  | 17 | 034:510 | −17   | 29     |
| 12. | Östersunds FK       | 30  | 5  | 10 | 15 | 027:520 | −25   | 25     |
| 13. | Falkenbergs FF (N)  | 30  | 6  | 7  | 17 | 025:620 | −37   | 25     |
| 14. | Kalmar FF           | 30  | 4  | 11 | 15 | 022:470 | −25   | 23     |
| 15. | GIF Sundsvall       | 30  | 4  | 8  | 18 | 031:500 | −19   | 20     |
| 16. | AFC Eskilstuna (N)  | 30  | 4  | 8  | 18 | 023:550 | −32   | 20     |

| Zum Saisonende 2019: |                                                                                        |
| Schwedischer Meister und Teilnahme an der 1. Qualifikationsrunde zur UEFA Champions League 2020/21 Teilnahme an der 1. Qualifikationsrunde zur UEFA Europa League 2020/21 Teilnahme an den Relegationsspielen gegen den 3. der Superettan 2019 Abstieg in die Superettan 2020 |                                                                                        |
| |                                                                                        |
| Zum Saisonende 2018: |                                                                                        |
| (M) | Amtierender Meister: AIK Solna                                                         |
| (P) | Amtierender Pokalsieger: BK Häcken                                                     |
| (N) | Neuaufsteiger aus der Superettan 2018: Helsingborgs IF, Falkenbergs FF, AFC Eskilstuna |

## Relegation
Der 3. der Superettan 2019 spielte gegen den 14. der Allsvenskan 2019 in einer Play-off-Runde mit Hin- und Rückspiel am 6. und 10. November 2019 um die Relegation. Der Sieger qualifizierte sich für die folgende Allsvenskan-Spielzeit.
|          | Gesamt |           | Hinspiel | Rückspiel |
| -------- | ------ | --------- | -------- | --------- |
| IK Brage | 2:4    | Kalmar FF | 0:2      | 2:2       |

## Meistermannschaft
| 12. Titel      | Djurgårdens IF |
| Djurgårdens IF | - Tor: Tommi Vaiho (20/-); Per Kristian Bråtveit (10/-) - Abwehr: Marcus Danielson (27/4); Elliot Käck (27/-); Aslak Fonn Witry (25/3); Jacob Une Larsson (25/2); Jonathan Augustinsson (16/-); Erik Berg (11/2); Johan Andersson (1/-) - Mittelfeld: Fredrik Ulvestad (30/5); Jonathan Ring (29/7); Jesper Karlström (28/2); Astrit Ajdarević (26/-); Haris Radetinac (24/1); Kevin Walker (21/2); Curtis Edwards (12/1); Dženis Kozica (8/-); Hampus Finndell (3/-); Besard Šabović (1/-) - Sturm: Mohamed Buya Turay (29/15); Nicklas Bärkroth (19/3); Emir Kujović (9/4); Edward Chilufya (9/1); Adam Bergmark Wiberg (5/-); Oscar Pettersson (2/-) - Trainer: Kim Bergstrand und Thomas Lagerlöf |

## Torschützenliste
Die Spieler sind nach Toren und weniger Elfmetertoren sowie danach alphabetisch sortiert.
| Platz | Spieler              | Mannschaft     | Tore | davon Elfmeter |
| ----- | -------------------- | -------------- | ---- | -------------- |
| 1     | Mohamed Buya Turay   | Djurgårdens IF | 15   | 0              |
| 2     | Robin Söder          | IFK Göteborg   | 14   | 0              |
| 2     | Muamer Tanković      | Hammarby IF    | 14   | 2              |
| 4     | Markus Rosenberg     | Malmö FF       | 13   | 1              |
| 4     | Nikola Đurđić        | Hammarby IF    | 13   | 1              |
| 6     | Tarik Elyounoussi    | AIK Solna      | 11   | 0              |
| 6     | Henok Goitom         | AIK Solna      | 11   | 0              |
| 6     | Jordan Larsson       | IFK Norrköping | 11   | 0              |
| 6     | Paulinho             | BK Häcken      | 11   | 2              |
| 6     | Carlos Strandberg    | Örebro SK      | 11   | 2              |
| 11    | Alexander Kačaniklić | Hammarby IF    | 10   | 0              |
| 11    | Christoffer Nyman    | IFK Norrköping | 10   | 1              |